# 双龙街道 (葫芦岛市)
双龙街道，是中华人民共和国辽宁省葫芦岛市龙港区下辖的一个乡镇级行政单位。

## 行政区划
双龙街道下辖以下地区：
海燕社区、海棠社区、海虹社区、海霞社区、海鸥社区、海龙社区、曹屯社区、郝屯社区、海月社区、海鑫社区、曹屯村、岔沟村和郝屯村。